# المتلاعبون بالعقول (كتاب)
المتلاعبون بالعقول (Mind Managers) هو كتاب من تأليف هربرت شيللر Herbert Schiller ونشر عام 1973 عن طريق بيكون برس في بوسطن في الولايات المتحدة الأميركية
. وقد ترجمه عبد السلام رضوان ونشر تحت عنوان «المتلاعبون بالعقول» عن طريق سلسلة عالم المعرفة عدد 243 الصادرة من الكويت.
يتكلم الكتاب عن التضليل الإعلامي والوعي المعلب وصناعة المعرفة في الولايات المتحدة الأميركية وكيف يتم التحكم بالرأي العام. يعتقد شيللر أن صناعة التلاعب بالعقول تحدث عن طريق خمس أساطير جرى ترويجها بعناية وذكاء، حتى باتت تلك الاساطير تشكل الإطار التضليلي الذي يوهم عقولنا بادعاء الحقيقة، وتتمثل هذه الأساطير التي تسيطر على الساحة الإعلامية بوصفها حقائق في:

- أسطورة الفردية والاختيار الشخصي.
- أسطورة الحياد.
- أسطورة الطبيعة الإنسانية الثابتة.
- أسطورة غياب الصراع الاجتماعي.
- أسطورة التعددية الإعلامية.